# Neutronspektrometer

## Grundprinciper
En neutronspektrometer är ett mätinstrument, en spektrometer, som mäter signaler som det går att dra slutsatser om energifördelningen på inkommande neutroner. En neutronspektrometer mäter paradoxalt nog aldrig neutronenergispektrumet direkt, utan indirekt. Eftersom neutroner saknar elektrisk laddning så interagerar de i huvudsak med atomkärnor. När neutronerna interagerar med atomkärnorna så bildas sekundära partiklar via antingen elastisk spridning eller kärnreaktioner. Dessa sekundära partiklar ger lättare signaler i detektorer så det är oftast dessa som mäts. 
Neutronspektrometrar används bland annat vid fusionsexperiment för att bestämma temperaturen på plasmat i experimentet.

## Neutronspektrometrar vid tokamaker
Deuterium och tritium är två väteisotoper som används som bränsle i tokamaker. Neutroner som frigörs i en reaktion mellan två deuteriumjoner eller mellan en deuterium- och en tritiumjon har i snitt energin 2,45 MeV respektive 14 MeV. I en tokamak innesluts plasmat med ett magnetfält. Neutronerna, som är elektriskt oladdade, är opåverkade av magnetfältet och lämnar plasmainneslutningen opåverkade. Neutronspektrumet (neutronernas energifördelning) som strålar ut från ett plasma i en tokamak är dessutom beroende av hastighetsfördelningen på plasmats joner. På så vis kan neutronspektrometrar på tokamaker användas för att diagnosticera plasmajonernas hastighetesfördelningar.  
Det finns flera neutronspektrometritekniker som används vi tokamaker idag (2019). Några exempel är:
- Magnetisk protonrekylspektrometer
- Tunnfilms protonrekylspektrometer
- Flygtidsneutronspektrometerar
- Flytande scintillatorer

### Neutronspektra från tokamaker
Ett plasma som är i termisk jämvikt, dvs joner har en Maxwell-Boltzman-fördelning, kommer emittera neutroner med ett nära Gaussiskt spektrum. Tokamakplasman är ofta externt upphettade, med antingen neutral strålinjektion och/eller radiofrekvensupphettning. När dessa externa upphettningssystem är påslagna ger den ofta en tydlig och mätbar signatur i neutronspektrumet.